# Sommelier
O sommelier (português brasileiro) ou escanção (português europeu) é o profissional responsável por cuidar da carta de bebidas de restaurantes, bares, importadoras e lojas especializadas. A profissão é principalmente conhecida por cuidar dos vinhos de restaurantes, no qual o sommelier de vinhos é bastante requisitado para trabalhar em restaurantes renomados do mercado. Porém a profissão evoluiu com o tempo e hoje também existe o profissional sommelier de cerveja, sommelier de saquê, sommelier de cachaça e até mesmo água. Em cada um dos casos, o profissional é o responsável pela escolha, compra, recebimento, guarda e até prova das bebidas antes que sejam servidas ao cliente. Também é responsável pelo treinamento da equipe, em auxiliar os clientes na escolha do vinho que melhor harmoniza com sua refeição, além de poder auxiliar no controle da temperatura adequada para cada tipo de vinho.

## No Brasil
No Brasil a profissão é regulamentada pela Lei 12.467, de 26 de agosto de 2011. Na prática, a função de sommelier de vinhos no país é muito mais abrangente, englobando atividades além do serviço de vinhos e seleção de portifólio. Os profissionais atuam em áreas que vão do marketing à seleção de produtos ou até mesmo auxiliando no processo de elaboração dos vinhos, apesar desta última ser mais própria do profissional enólogo.

## História

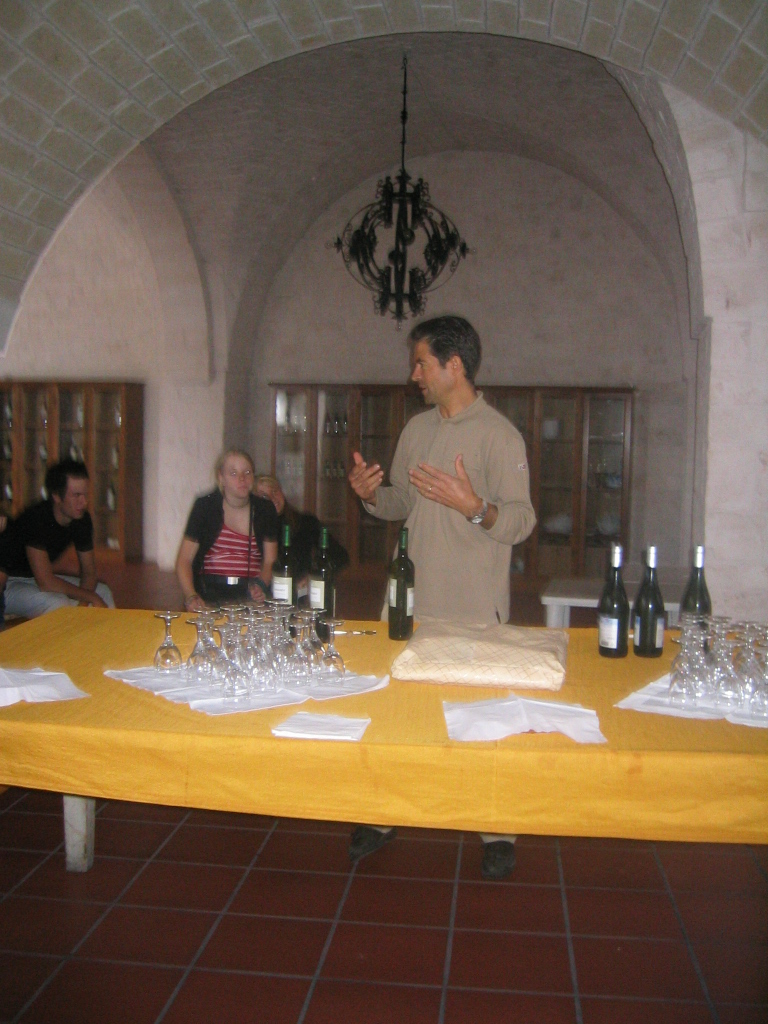
Degustação de vinho no sul da Itália.

Na Antiguidade, a moda de envenenar as pessoas à mesa esteve em grande voga na Renascença. Os provadores da época dotados de extrema habilidade, detectavam as substâncias perigosas que se ocultavam em comidas e bebidas, e como experimentavam pouquíssimo, nem sempre se davam mal, as pessoa que tinham o paladar aguçado eram considerados os melhores detectores de diferentes sabores, inclusive venenos e substâncias letais, em comidas e bebidas. Antes do século XVII, na França, com a popularização dos restaurantes em Paris, as tarefas foram definidas para cada tipo de trabalho, garçons, maître, sommelier, etc. Sendo assim os profissionais que tinham o dom e treinavam para possuir paladar aguçado, começaram a ser utilizados para melhorias de comidas e bebidas, principalmente para melhorias dos sabores e aromas dos vinhos. Com isso, os enólogos começaram a aproveitar esses profissionais para produzirem vinhos de melhor qualidade. Os sommeliers hoje em dia, são profissionais que identificam as características organolépticas (que impressionam os sentidos) das bebidas e sugerem sua respectivas harmonizações.

## Etimologia da palavra escanção

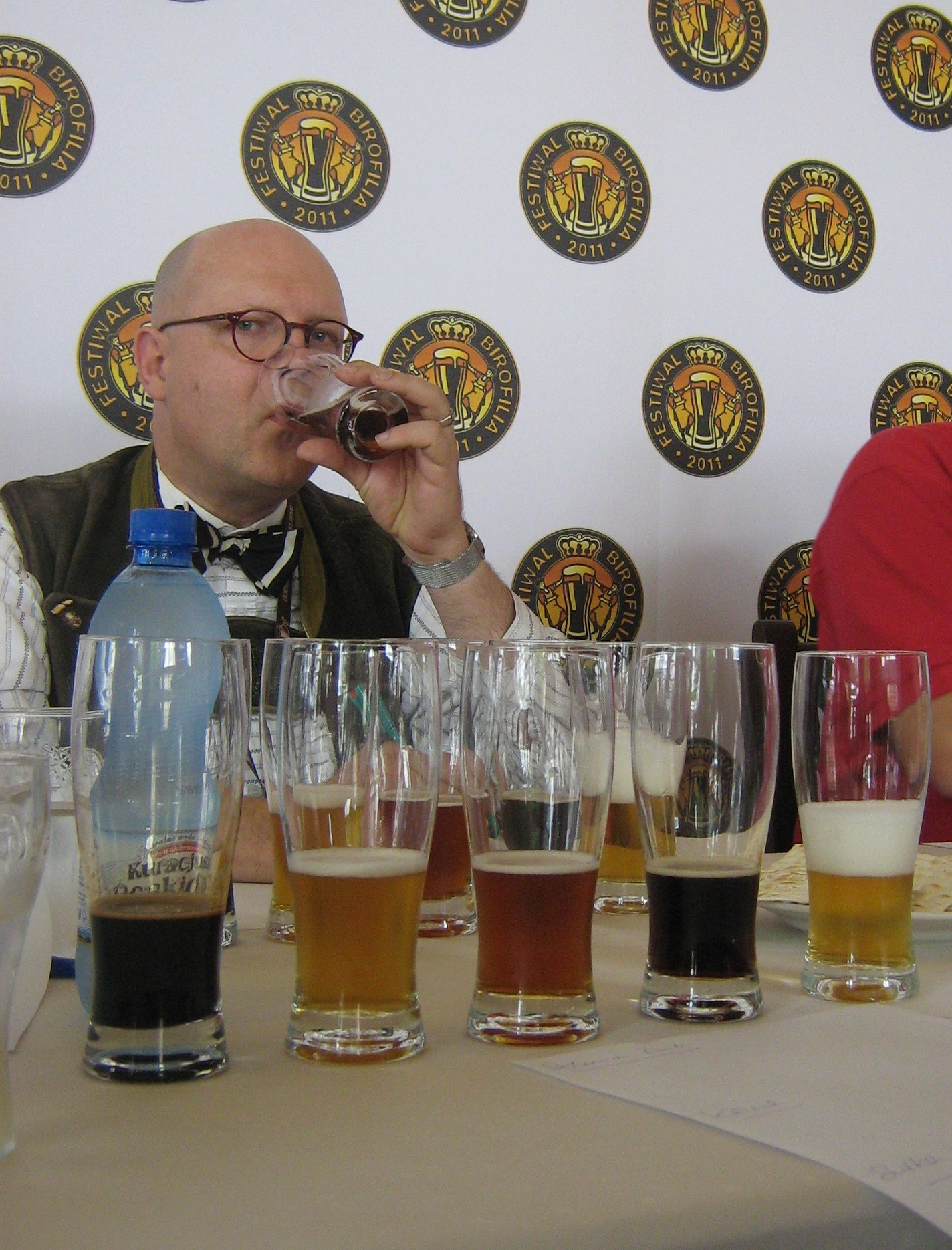
Sommelier de cerveja.

O substantivo escanção deriva do vocábulo da língua gótica skankja, que significa "copeiro". Escanção continua a ser utilizado em Portugal para designar os profissionais responsáveis pelos vinhos nos restaurantes, ainda que o galicismo sommelier também seja igualmente comum.

## Etimologia da palavrasommelier
O substantivo sommelière deriva do vocábulo da língua francesa. Na Europa medieval, o deslocamento dos senhores feudais e dos príncipes para a conquista de novos territórios ou para a guerra era sempre seguido de comitiva numerosa. Parte dessa comitiva, sempre na retaguarda, era formada pelos subalternos que transportavam alimentos e bebidas, panelas e caldeirões, talheres, copos e pratos. Essas mercadorias vinham dentro de fardos e constituíam a soma, somme, em francês, isto é, o conjunto de víveres com que se alimentavam os nobres de seu séquito. Por isso mesmo os animais de transporte e as viaturas eram chamados sommiers (sic).
Por uma evolução lingüística natural, os oficiais encarregados do transporte de tais passaram a ser chamados, inicialmente, sommierliers.

## O profissional hoje
Nos dias de hoje, ser um profissional requer bastante estudo e certo investimento financeiro inicial para conhecer, estudar e provar das bebidas (vinho, cerveja, whisky , cachaça, etc) que vai servir. A indicação é fazer cursos profissionalizantes, porém é possível adquirir conhecimento com treinamentos, trabalhando na área, viagens para países produtores das bebidas e visitas guiadas em diversas vinícolas, cervejarias, destilarias etc. Os cursos são uma boa maneira de se aprofundar, ganhar conhecimento e ter uma evolução melhor orientada. Entre os temas abordados nos cursos estão os fundamentos das bebidas, o conhecimento sobre os países e o conhecimento sobre a prestação de serviço. Existem cursos mais aprofundados e detalhados em diversos países, indicados para quem busca uma carreira de alto nível. Existem diversos campeonatos e torneios, nacionais e internacionais, em diversos países anualmente para classificar os melhores sommelieres da atualidade.

## Homenagem

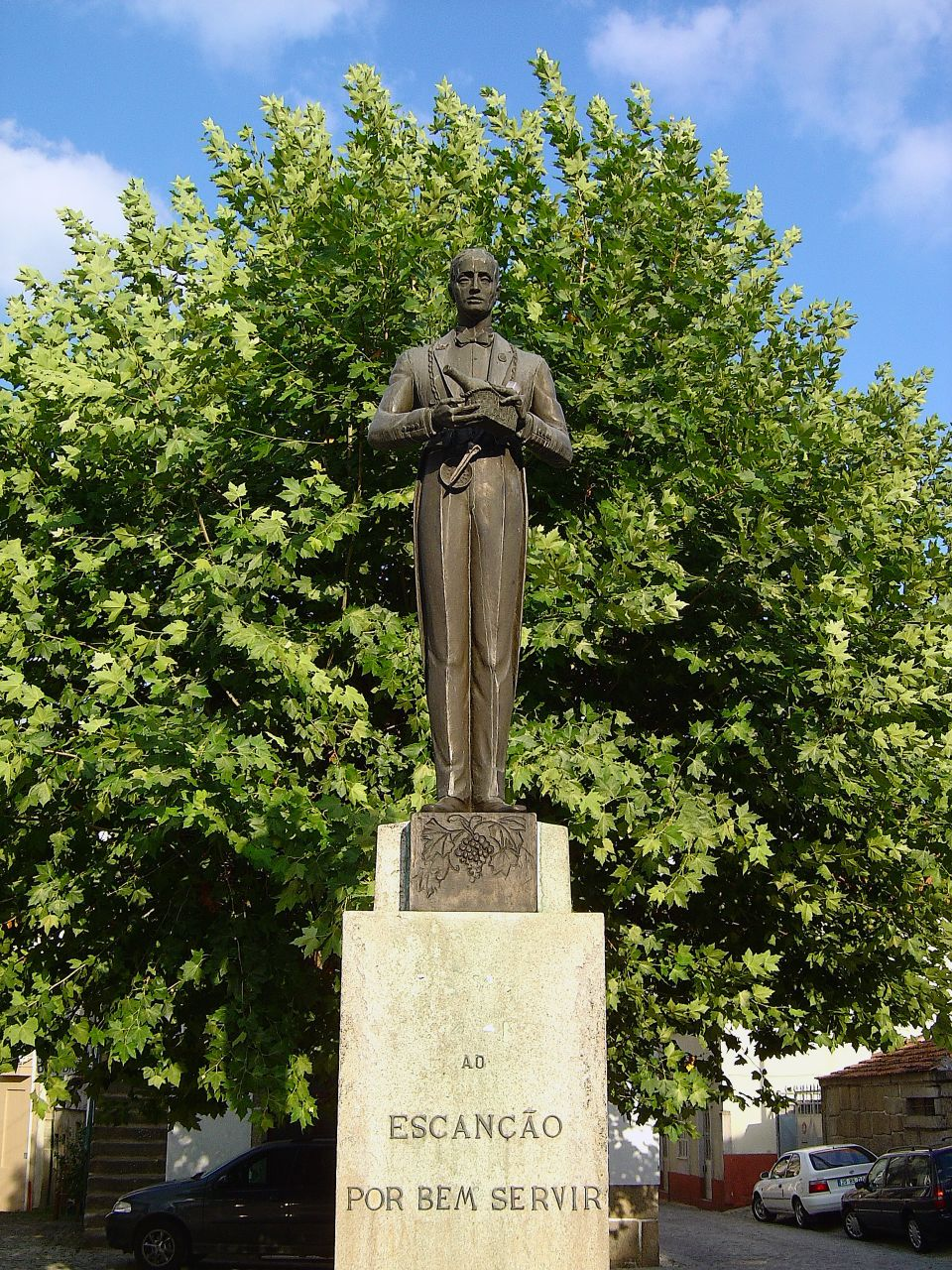
Monumento ao Escanção, em Nelas, uma região vinícola.

A vila de Nelas, é o único local de Portugal que tem uma estátua dedicada à vida do escanção. Situada no Largo General José de Tavares, a estátua foi encomendada ao escultor Domingos Soares Branco e inaugurada em 1966. A estátua foi inspirada na figura do escanção Fernando Ferramentas, que na época trabalhava no Hotel Aviz, em Lisboa.